# Президентские выборы
Президентские выборы — выборы главы государства с республиканской формой правления. В ходе президентских выборов избиратели решают, кто будет возглавлять государство в течение срока, предписанного основным законом (конституцией) страны. Полномочия президента каждой страны прописываются также в конституции: в некоторых странах Президент является главой государства и выполняет преимущественно церемониальные функции.

## Срок полномочий
Срок полномочий зависит от законодательства страны, которое также может претерпевать изменения:
- 1 год — Швейцария (де-юре функции главы государства выполняют семь членов Федерального совета)
- 4 года — США, Бразилия
- 5 лет — Франция (с 2002 года, ранее — 7 лет), Германия, Украина, Португалия
- 6 лет — Россия (до 2012 года — 4 года) и Мексика
- 7 лет — Казахстан (с 2022 года, ранее — 5 лет) и Италия

## Выборы
Существуют два способа выбора президента:
- Всеобщее избирательное право: каждый гражданин страны вне зависимости от пола, расы, национальности, языка, происхождения, социального положения, вероисповедания и убеждений, достигший совершеннолетия, имеет право голоса на президентских выборах. Подобная система принята в России, Франции и многих других странах мира.
- Косвенное голосование: в голосовании могут участвовать либо парламент страны (Латвия, Германия, Израиль), либо выборщики от административно-территориальных единиц (как, например, в США). В США используется именно система выборщиков: коллегия выборщиков имеет в каждом штате определённое количество голосов, и если в штате побеждают сторонники какого-то кандидата, то все голоса в этом штате переходят к кандидату (принцип «победитель получает всё»), что позволяет кандидату выиграть выборы, даже если общее число проголосовавших за него людей окажется меньше, чем у проигравшего кандидата.